# Fernando Xumetra
Fernando Xumetra Ragull (Barcelona, 1860-Barcelona, 1920) fue un pintor, decorador e ilustrador español.

## Biografía
Nacido según la fuente en octubre de 1860 o hacia 1865, en Barcelona, se desempeñó en diversas ramas artísticas: pintor, tanto religioso como de retratos, dibujante, ilustrador y decorador. Fue autor de una colección de láminas titulada Estudios de la flora regional española. Firmaba como «F. Xumetra». Habría fallecido hacia 1920 en su ciudad natal.